# Olé (videojuego)
Olé  es un videojuego desarrollado y distribuido por  que simula una corrida de toros. También fue distribuido con el nombre "Raging Beast".